# Щерек
Щерек (Щирец, Щирок, Щирка) — река во Львовском и Стрыйском районах Львовской области Украины.
Левый приток Днестра первого порядка (бассейн Чёрного моря). Длина 46 км. Площадь водосбора — 307 км². Площадь бассейна 434 км², уклон 2,2 м/км. Долина трапециевидная, русло извилистое, ширина 6—10 м, глубина 0,5—1,5 м, лесистость — 19 %.
Начало берёт у сёл Оброшино (Пустомытовский район) и Лапаевка. В 1950-х годах неподалёку от села Навария была перегорожена дамбой, в результате чего образовался хорошо известный львовянам водоём — Навария. Между сёлами Демня и Дроговиж сливается с рекой Зубра. Во время паводка часть стока Зубры поступает в Щерек. Река Щерек впадает в Днестр возле села Устье.
Крупнейший приток Щерека — река Ставчанка (Бартатовка) длиной 21 км.
Воды реки используются на промышленные и бытовые нужды, из-за чего в настоящее время экологическое состояние реки — неудовлетворительное.